# Wilbur Thompson
Wilbur Marvin „Moose” Thompson (6. dubna 1921 Frankfort, Jižní Dakota — 25. prosince 2013) byl americký atlet, olympijský vítěz ve vrhu koulí.
Atletických úspěchů začal dosahovat od roku 1946, když se vrátil z armády. Kvalifikoval se na olympiádu v Londýně v roce 1948, kde zvítězil v novém osobním rekordu 17,12 m. Byl to zároveň olympijský rekord.